# Imja Tse
Imja Tse, eller Island Peak, är ett berg i Khumbu-regionen, i Sagarmatha, Nepal, som är 6 189 meter högt. 
Berget ligger i Sagarmatha nationalpark, en nationalpark och världsarvsområde i östra Nepal.  Berget ingår i den del av Himalaya som kallas Mahalangur Himal.
Smeknamnet Island Peak fick berget 1951 av den brittiske bergsklättraren Eric Shipton eftersom det ser ut som en ö i ett hav av is, från sherpabyn Dingboche. Detta var bergets officiella namn fram till 1983. Då fick det namnet Imja Tse, men Island Peak är fortfarande ett vanligt namn.
Imja Tse är en utlöpare från en av Lhotses två förtoppar, Lhotse Shar (8 383 meter) till vilken Imja Tse har ett avstånd av 4,24 kilometer. Avståndet till Mount Everest är ungefär 10 kilometer mot norr, men utsikten blockeras av Lhotse. Från toppen av Imja Tse har klättrare däremot fin utsikt förutom mot Lhotse även mot Makalu, världens fjärde respektive femte högsta berg.
Imja Tse med omgivning är avrinningsområde till Ganges och därigenom till Bengaliska viken.

## Bestigningar
Den första toppbestigningen utfördes av en schweizisk klättrarlag 1956, som förberedelse inför kommande bestigningar av Mount Everest och Lhotse. Enligt andra uppgifter skedde den första bestigningen redan 1953 av Tenzing Norgay, Charles Wylie, Charles Evans och Alf Gregory, också då som en förberedelse inför Mount Everest.
En rejäl glaciärspricka på vägen mot toppen har vissa år tvingat klättrarteam att avbryta toppbestigningen. I april 2009 utrustades därför klätterleden med stegar, men dessa har inte behövt komma till användning (2015) sedan dess.
Imja Tse är ett av de mest populära målen i Nepal för acklimatiseringsvandring (trek) på grund av sin tillgänglighet och har kommit att bli den mest välbesökta toppen i området.
För att klättra till toppen är ett populärt alternativ att börja i baslägret på morgonen kl 02 eller 03. Baslägret heter Pareshaya Gyab  och ligger på 5 087 meters höjd. 
Ett annat vanligt alternativ är att klättra till High Camp som ligger på ungefär 5 600 meters höjd och utgå därifrån. Det minskar klättringstiden till toppen och det arbete som krävs, men kräver övernattning på högre höjd och bättre vattenförråd.

## Bildgalleri

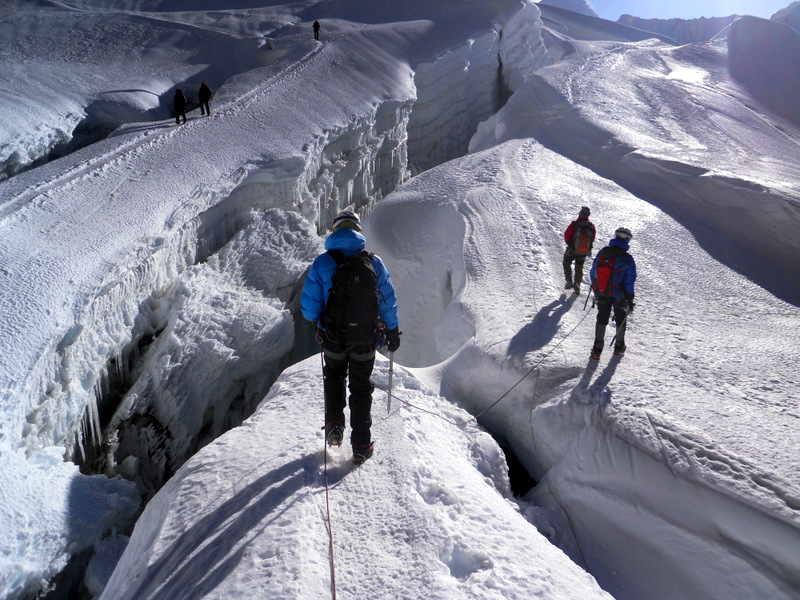
Förrädiska sprickor i isen på väg mot Imja Tses top.
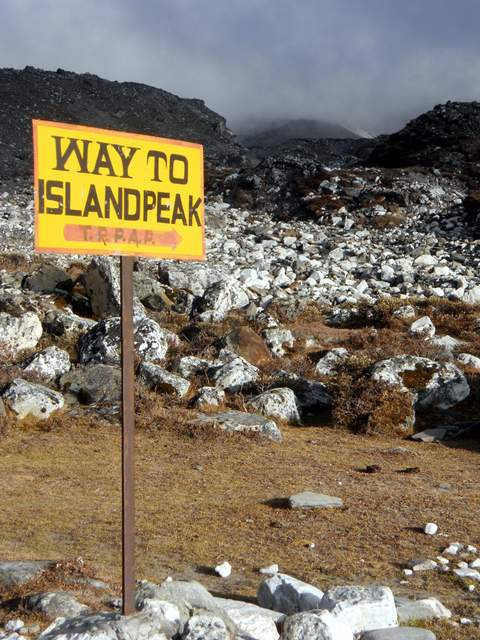
Vägvisare till Imja Tse högläger.
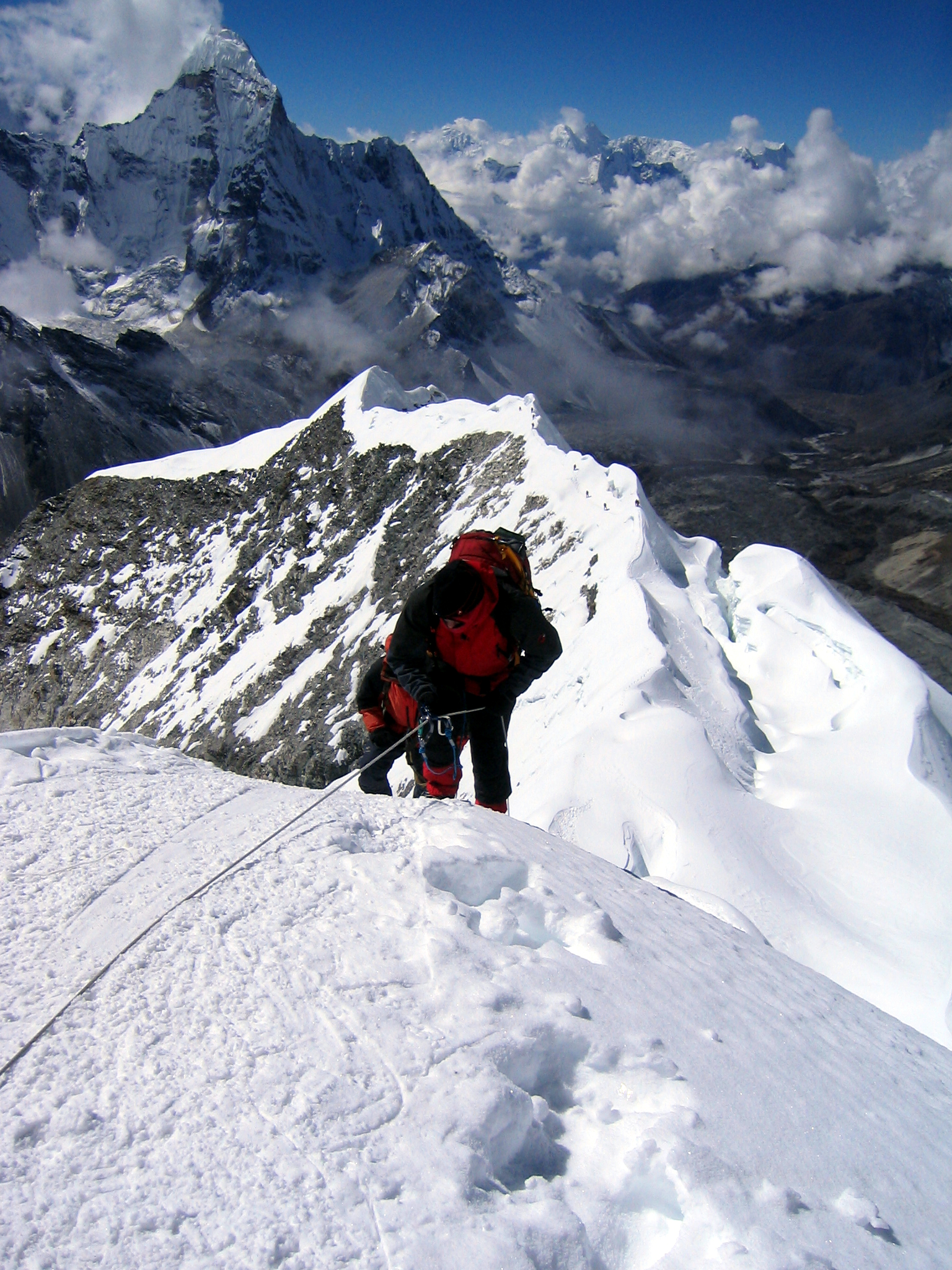
Klättrare som tar sig de sista meterna upp till Imja Tses top, på ett foto taget 2004.
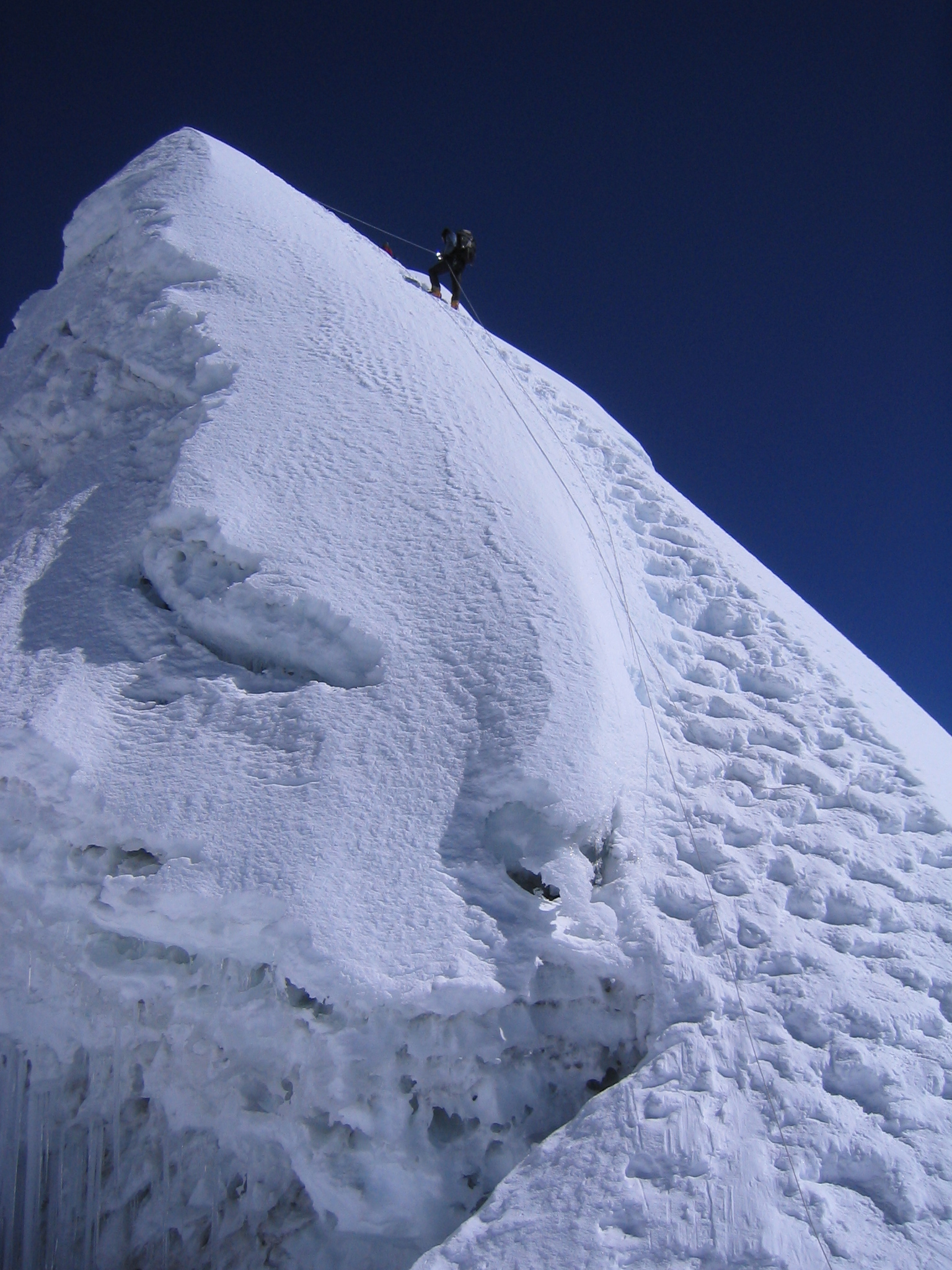
Foto från samma klättring (2004) som visar hela bergstoppen.
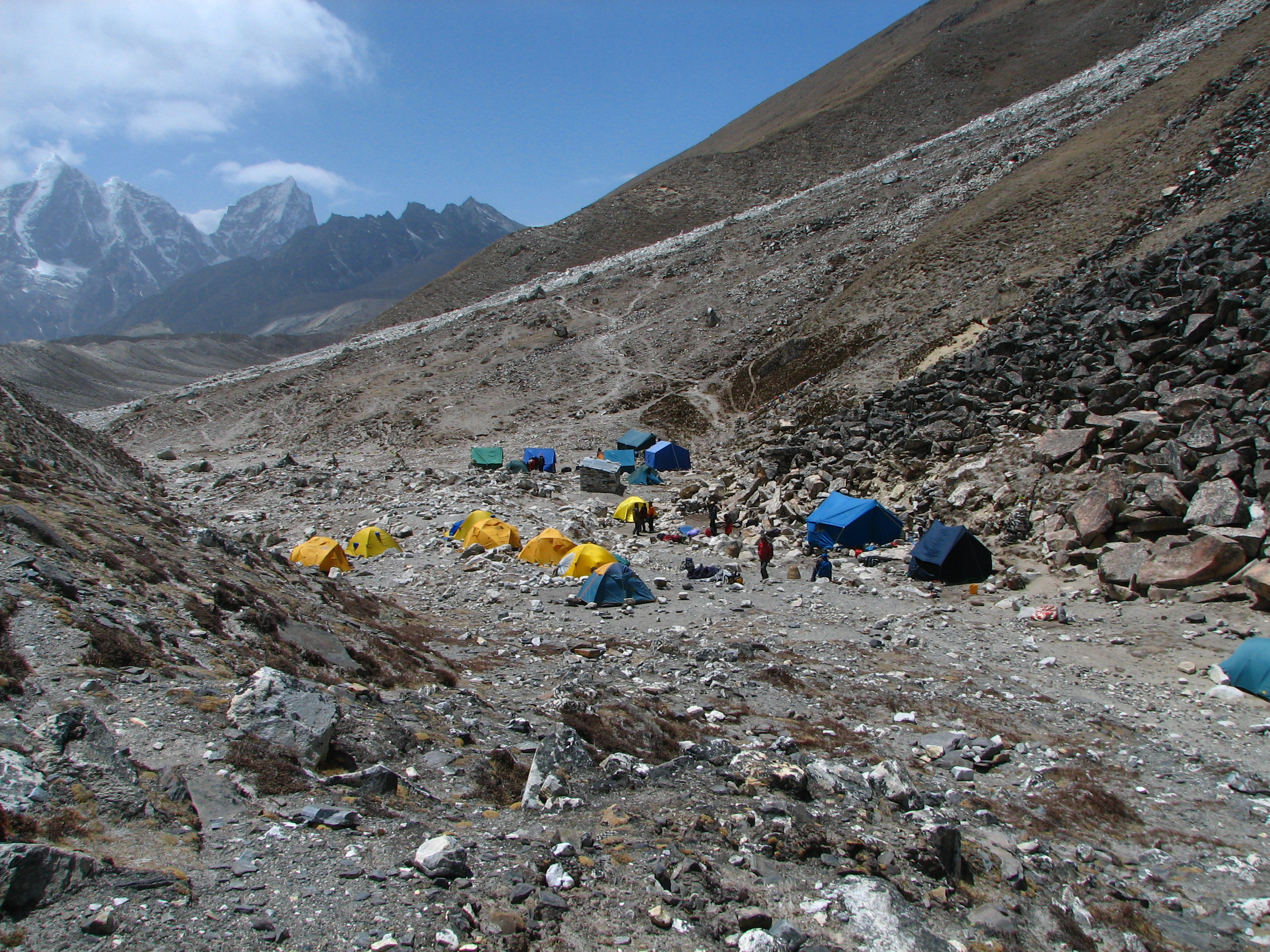
Baslägret vid Imja Tse på 5070 meters höjd.
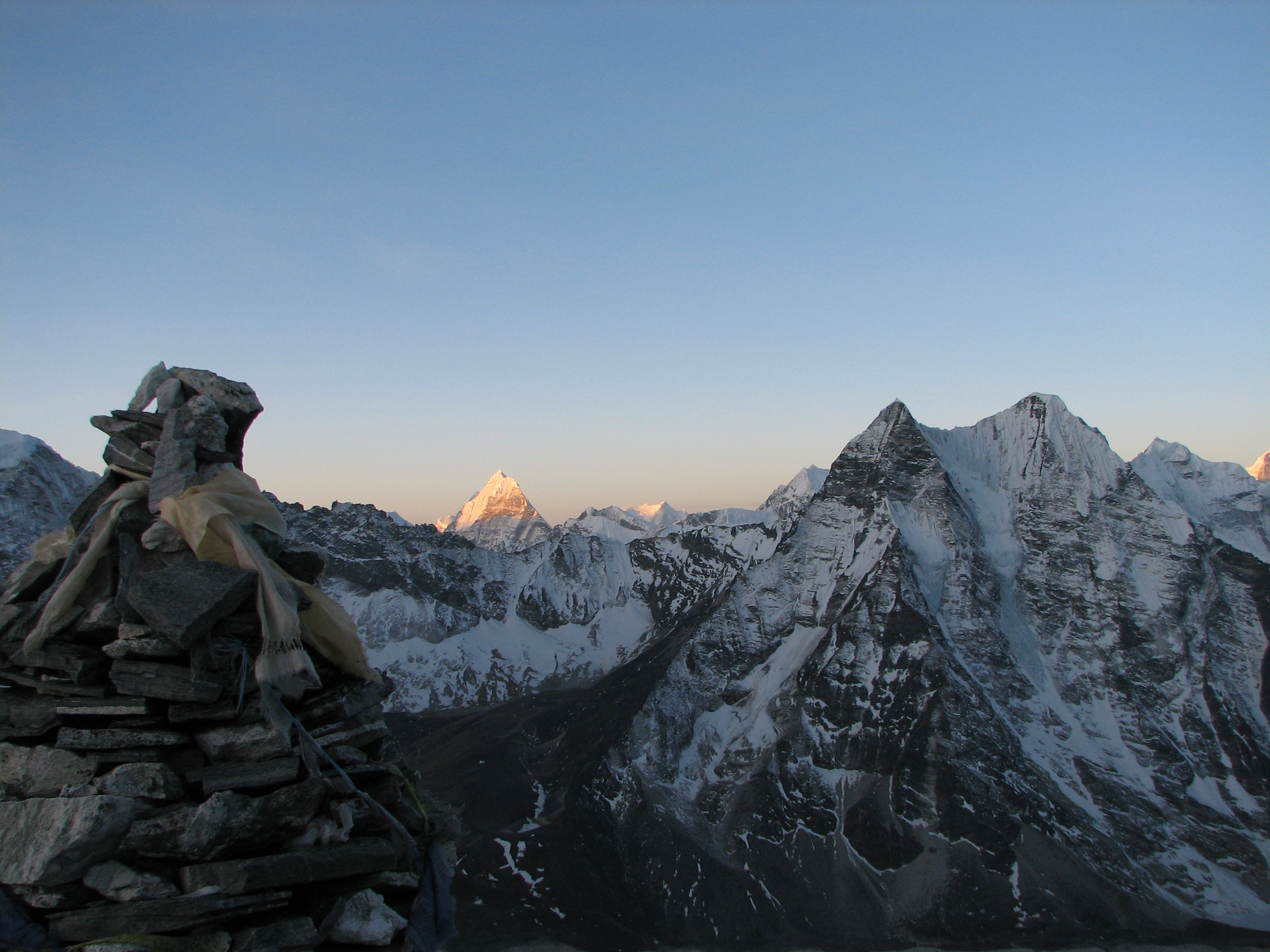
Soluppgång över Peak 41 sedd från Imja Tse.